# 丸山古墳 (紀の川市)
丸山古墳（まるやまこふん）は、和歌山県紀の川市貴志川町上野山にある古墳。形状は円墳。和歌山県指定史跡に指定されている。

## 概要

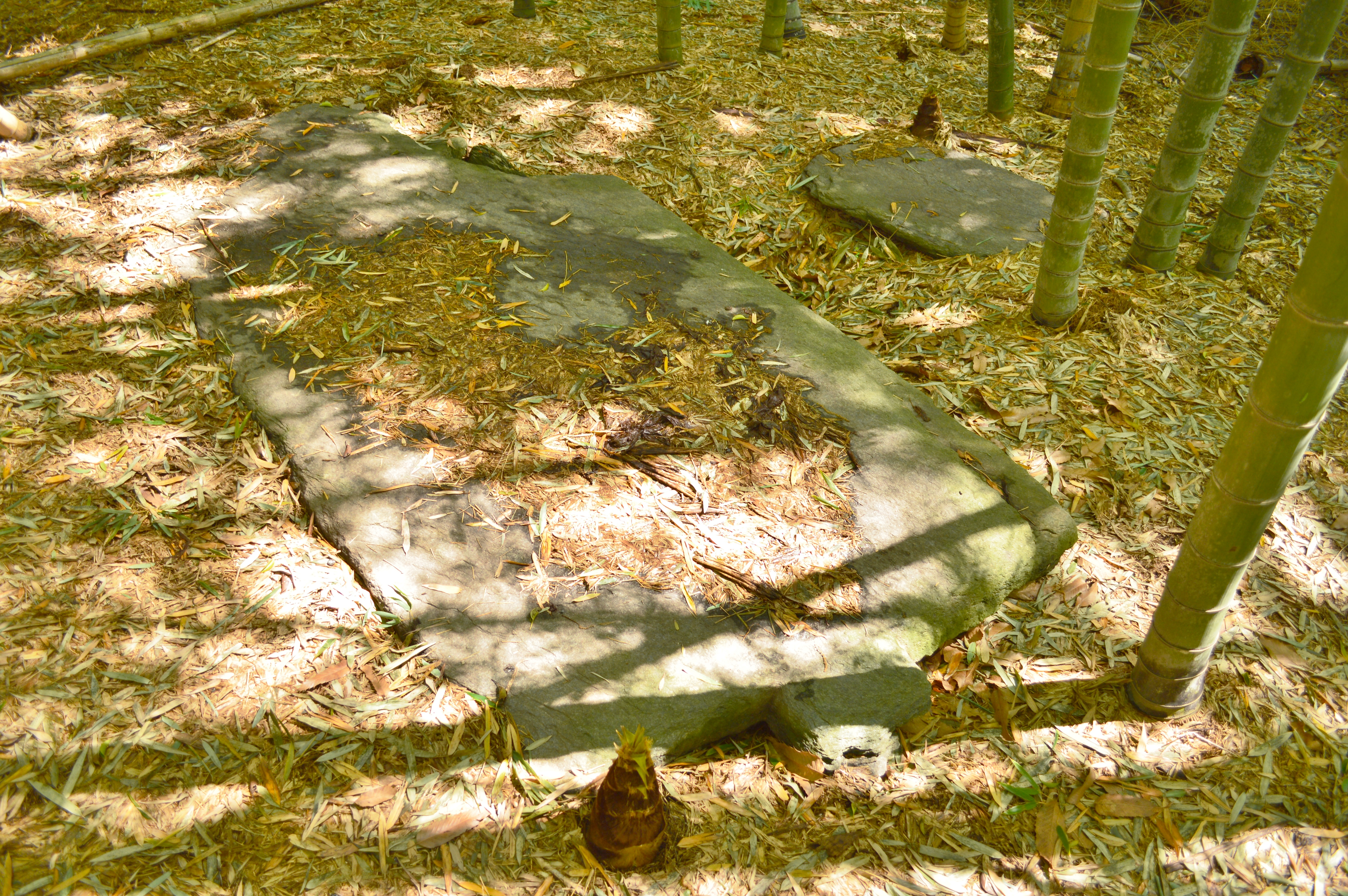
墳頂の組合式石棺手前に縄掛突起、右上に副室。

和歌山県北西部、貴志川左岸の段丘先端部に築造された単独の大型円墳である。1933年（昭和8年）の開墾の際に副葬品が出土している。
墳形は円形で、東西約42メートル・南北約41.5メートル・高さ約6.3メートル（推定復元約7.5メートル）を測る。墳丘表面では埴輪が認められるほか、墳丘周囲には周濠が巡ると見られる。埋葬施設は墳頂中央部における組合式石棺である。緑泥片岩（結晶片岩）の板石による石棺で、長さは約2メートル（両側石）、幅は約0.88メートル（西小口石）・約0.77メートル（東小口石）を測る。蓋石は一枚石で、長さ約2.8メートル・幅約1.05-1.25メートルで西端中央部に縄掛突起を付し、床面は板石2枚による。石棺南側には副室を伴い、同じく板石によって構築される。石棺内からの出土品としては人骨のほか土師器片・碧玉製小玉・勾玉が、副室からの出土品としては直刀・短甲・鉄鉢・鉄板・刀子・ガラス製小玉・碧玉製勾玉・琴柱形石製品などがあり、鉄製品を始めとする豊富な副葬品を伴う点で注目される。築造時期は古墳時代中期の5世紀代と推定される。
古墳域は1969年（昭和44年）に和歌山県指定史跡に指定されている。

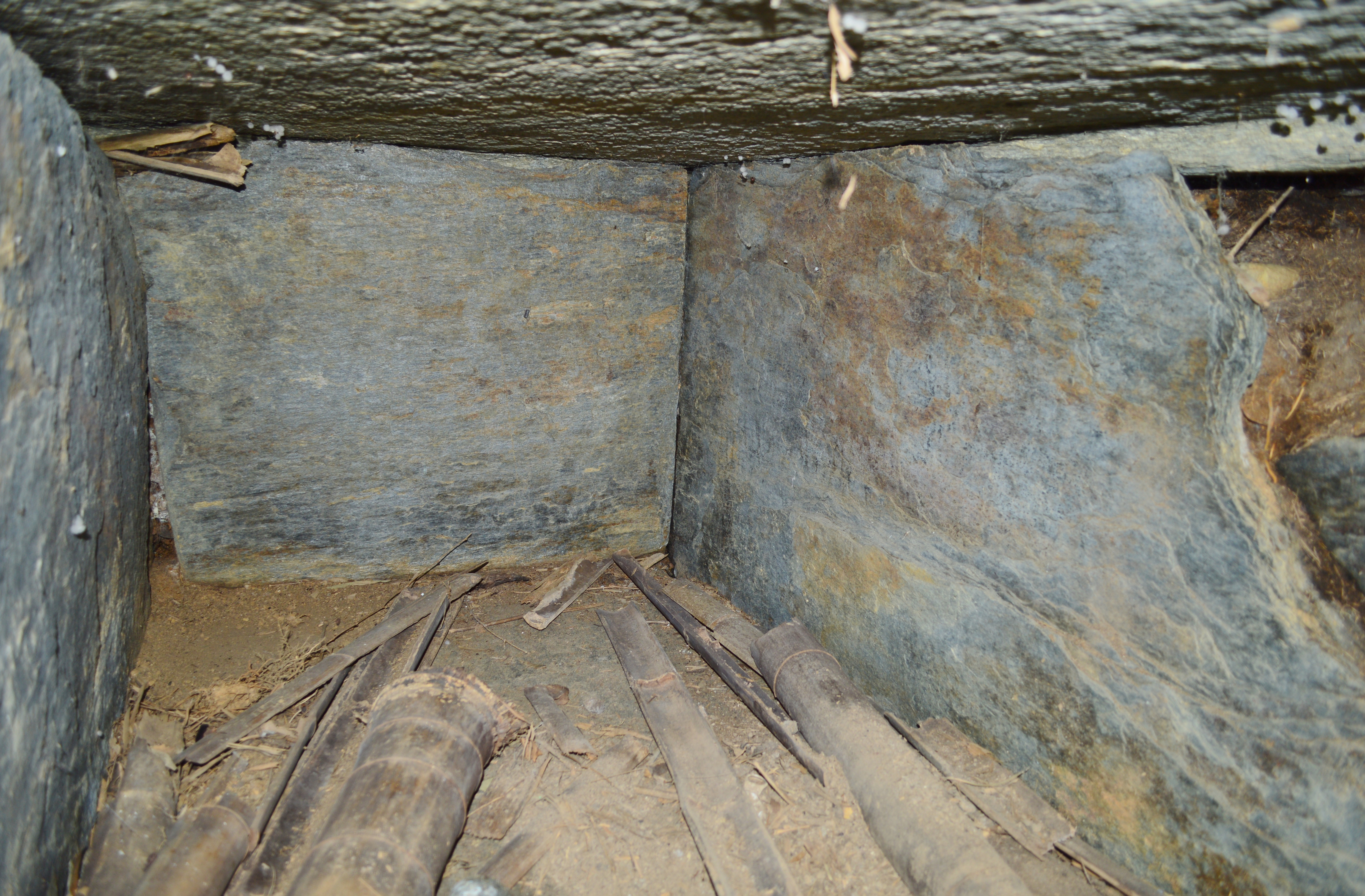
石棺内部
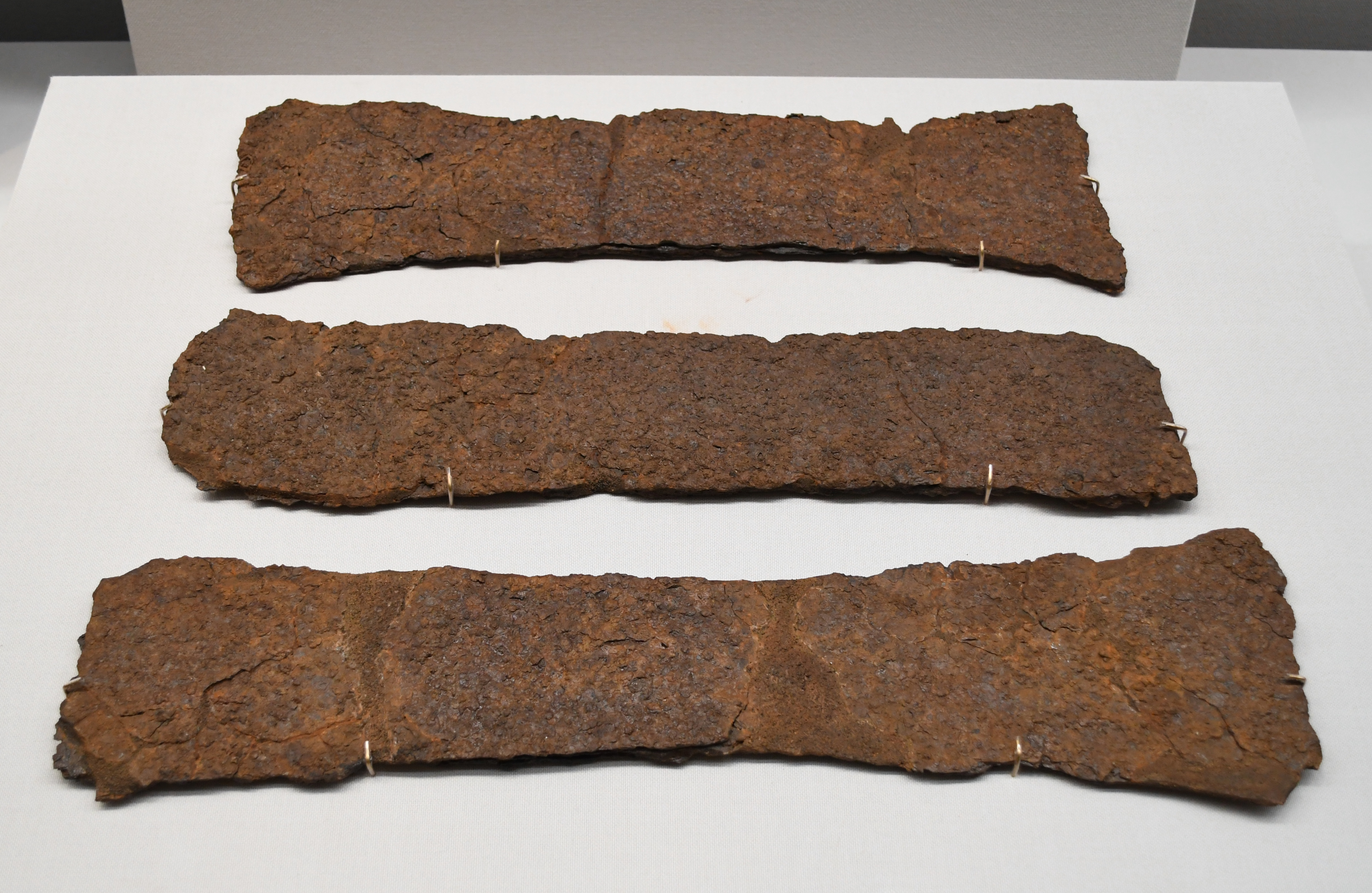
鉄鋌 東京国立博物館展示。

## 文化財

### 和歌山県指定文化財
- 史跡
  - 丸山古墳 - 1969年（昭和44年）7月14日指定[3]。